# Зауряд-прапорщик
Зауря́д-пра́порщик — высшее воинское звание для унтер-офицеров, с 1891 года по 1912 год, в Русских императорской армии, флоте и Отдельном корпусе пограничной стражи.

## История
Звание зауряд-прапорщика установлено в мае 1891 года «Положением о зауряд-прапорщиках и зауряд-военных чиновниках». Зауряд-прапорщики предназначались для временного замещения субалтерн-офицерских должностей в мобилизованных воинских частях в случае нехватки младших офицеров. К званию зауряд-прапорщика разрешалось представлять унтер-офицеров, имеющих высшее или среднее образование, а также фельдфебелей (вахмистров) и старших унтер-офицеров, не обладающих означенным образовательным цензом, преимущественно из сверхсрочнослужащих. Переименование в звание зауряд-прапорщика происходило непосредственно с утверждением в офицерской должности.
Наличие зауряд-прапорщиков предусматривалось только в частях пехоты и на некоторых административных должностях военного времени (в интендантских транспортах, обозах, госпиталях и тому подобное). В 1894 году звание зауряд-прапорщика было введено в казачьих войсках. Во время Русско-японской войны в 1905 году временным положением было введено звание зауряд-прапорщика флота, а также звание зауряд-прапорщика введено в артиллерии. В том же году звание зауряд-прапорщика было установлено в пеших частях Заамурского округа Отдельного корпуса пограничной стражи.
По своему правовому положению зауряд-прапорщики приравнивались к младшим офицерам (прапорщикам). Лишить звания зауряд-прапорщика можно было только по суду или в административном порядке властью командира корпуса.
Зауряд-прапорщикам была присвоена офицерская форма одежды, соответствующая прапорщикам, но без эполет. При этом на погонах обер-офицерского образца с 1 звёздочкой полагались поперечные нашивки из галуна или тесьмы в соответствии с тем унтер-офицерским званием, из которого нижний чин был переименован в зауряд-прапорщики. В 1904 году зауряд-прапорщикам было велено иметь на погонах шифровку той части, в которой они служат.
При демобилизации армии, флота и так далее всем зауряд-прапорщикам, не исключая и не выслуживших обязательных сроков действительной службы, предоставлялась возможность воспользоваться увольнением в запас, или — имеющим установленный образовательный ценз и не перешедшим 28-летнего возраста — поступить в юнкерские училища для приобретения права на производство в офицеры, или — не имеющим необходимого образования — поступить на фельдфебельские должности в войсках. В последнем случае они приобретали право на содержание и преимущества, присвоенные сверхсрочнослужащим фельдфебелям, а также форму обмундирования, присвоенную нижним чинам, с некоторыми отличиями и с погонами подпрапорщика на должности фельдфебеля (шестиугольные суконные с продольным портупейным галуном и поперечной нашивкой из широкого галуна, присвоенного части), но с добавлением одной офицерской звёздочки над шифровкой. В то же время всем зауряд-прапорщикам, получившим звание зауряд-прапорщика до этого приказа и оставшимся на службе с переводом на фельдфебельские должности, высочайшим повелением было сохранено право носить погоны офицерского образца на всё время их службы.
В 1912 году присвоение впредь звания зауряд-прапорщика было отменено. Всем имевшимся ещё на тот момент зауряд-прапорщикам, как состоящим на службе, так и находящимся в запасе, были сохранены все присвоенные им права и преимущества. С этого времени при мобилизации вакантные субалтерн-офицерские должности планировалось замещать подпрапорщиками, без переименования из этого звания. С началом Первой мировой войны зауряд-прапорщики, состоявшие в запасе, были мобилизованы и также привлекались к исполнению офицерских обязанностей на прежних основаниях.
| младшее звание: Подпрапорщик (Подхорунжий) | Зауряд-прапорщик | старший чин: Прапорщик (Хорунжий) |

| знаки различия  |                                                                 |                                                               |                                                                           | | | |
| воинское звание | зауряд-прапорщик, произведённый из фельдфебелей (1904—1912 гг.) | зауряд-прапорщик, произведённый из вахмистров (1908—1912 гг.) | зауряд-прапорщик, произведённый из старших унтер-офицеров (1904—1912 гг.) | зауряд-прапорщик, оставшийся на службе (или поступивший из запаса) на должности фельдфебеля (образца 1907 г.; кроме получивших звание в Русско-японскую войну) | зауряд-прапорщик, оставшийся на службе (или поступивший из запаса) на должности фельдфебеля (образца 1907/1911 г.; кроме получивших звание в Русско-японскую войну) | зауряд-прапорщик, оставшийся на службе (или поступивший из запаса) на должности вахмистра (образца 1907/1911 г.; кроме получивших звание в Русско-японскую войну) |